# Mars (planeet)
Mars is vanaf de zon geteld de vierde planeet van het zonnestelsel, om de zon draaiend in een baan tussen die van de Aarde en die van Jupiter. De planeet is kleiner dan de Aarde en met een (maximale) magnitude van -2,9 minder helder dan Venus en meestal minder helder dan Jupiter. Mars wordt wel de rode planeet genoemd maar is in werkelijkheid eerder okerkleurig. De planeet is vernoemd naar de Romeinse god van de oorlog. Mars is gemakkelijk met het blote oog te bespeuren, vooral in de maanden rond een oppositie. 's Nachts is Mars dan te zien als een heldere roodachtige "ster" die evenwel door haar relatieve nabijheid geen puntbron is maar een schijfje. Daarom flonkert Mars niet zoals bijvoorbeeld de verre rode reuzenster Aldebaran.
Mars is een terrestrische planeet met een ijle atmosfeer. Het oppervlak is op sommige plekken net zoals dat van de Maan bezaaid met inslagkraters, terwijl op andere plaatsen net zoals op de Aarde, vulkanen, valleien, zandduinen en poolkappen voorkomen. Verder komen ook de rotatieperiode (de sol) en de wisselingen van de seizoenen op Mars bij benadering overeen met die van de Aarde. Mars heeft twee kleine, onregelmatig gevormde manen; Phobos en Deimos.
Voor de tijd van de ruimtevaart werd vaak gedacht dat leven en vloeibaar water op Mars voorkwamen. Nadat in 1965 de ruimtesonde Mariner 4 langs Mars vloog, werd duidelijk dat geen van beide het geval kon zijn. In 2003 ontdekte de ESA-sonde Mars Express water in de vorm van waterdamp en ijs op Mars. In 2008 werden door de ruimtesonde Phoenix ijsmonsters rechtstreeks onderzocht. Waarnemingen door de Mars Reconnaissance Orbiter bevestigde dat er grote hoeveelheden ijs onder het oppervlak van Mars voorkomen. Ook werden oude rivierdelta's, meerbodems en uitgesleten kanalen vastgelegd, die aantonen dat Mars ooit een veel natter klimaat moet hebben gehad.

## Astronomische gegevens

### Zichtbaarheid

Animatie van de rotatie van Mars. De noordpool met poolkap is onder.

Animatie van de relatieve beweging van Mars (paars) tot de Aarde (blauw) tussen 2003 en 2019, gezien loodrecht op de ecliptica. Doordat de Aarde een binnenbaan doorloopt ten opzichte van Mars en Mars telkens inhaalt, komen er lussen in de schijnbare positie van Mars.

Met het blote oog is Mars vanop de Aarde waar te nemen als een duidelijk oranjerode "ster". De planeet staat het dichtst bij de Aarde in de periode rond de oppositie, en het verst van de Aarde bij conjunctie met de zon, wanneer de twee planeten zich aan tegenovergestelde kanten van de zon bevinden. Mars is tijdens een conjunctie vanaf de Aarde niet zichtbaar doordat hij voor het oog dicht bij de zon staat. De gemiddelde synodische periode (de tijd tussen twee opposities of conjuncties van Mars) bedraagt 780 dagen. Vanwege de excentriciteit van de banen van de Aarde en van Mars kan die periode 8,5 dagen afwijken.
De magnitude van Mars varieert meer dan die van de andere planeten. Tijdens een conjunctie is de magnitude +1,8, maar tijdens een (perihelische) oppositie kan deze oplopen tot -2,9, helderder dan alle andere planeten op Venus na. Dit verschil in helderheid komt doordat de banen van de Aarde en Mars dicht bij elkaar liggen, waardoor de afstand tussen de twee planeten erg varieert: in conjunctie staat Mars zeven keer zo ver van de Aarde vandaan als in oppositie. Het perihelium van Mars bevindt zich vanaf de zon gezien in het sterrenbeeld Waterman, opposities in het perihelium komen tweemaal per 32 jaar voor, met afwisselend 15 of 17 jaar ertussen. Tijdens zulke opposities staat Mars dichter bij de Aarde dan bij "normale" opposities (ongeveer twee keer zo dichtbij als tijdens een oppositie in het aphelium) en daarom is hij dan beter te zien.
Wanneer Mars dicht bij de oppositie komt, zal de planeet vanaf de Aarde gezien een tijd lang in omgekeerde (retrograde) richting ten opzichte van de sterren bewegen; men noemt dit de oppositielus. De oppositielus van Mars is groter dan die van andere buitenplaneten vanwege de kleinere afstand tot de Aarde.
Met kleine telescopen zijn tijdens de opposities van Mars lichtere en donkerdere gebieden te onderscheiden op de planeet, ook de poolkappen zijn te zien. Met sterkere amateurtelescopen zijn de twee maantjes van Mars ook te volgen.
Tijdens de oppositie van 27 augustus 2003 (om 9:51 uur UTC) was Mars ongeveer 55.758.006 km van de Aarde verwijderd. Mars was toen maar drie dagen verwijderd van het perihelium in zijn baan. De laatste keer dat de twee planeten elkaar zo dicht naderden was op 12 september 57.617 v.Chr., in de Oude Steentijd; de volgende keer zal in 2287 zijn. Heel speciaal was dit niet, omdat de afstand tot de Aarde maar weinig verschilt van die tijdens andere perihelische opposities. Vanwege veranderingen in de banen van Mars en de Aarde, zullen dit soort momenten vaker komen: tot het jaar 4000 zullen de Aarde en Mars elkaar 22 keer dichter naderen dan in 2003.

### Baan en rotatie
Mars bevindt zich gemiddeld op 230 miljoen km (ongeveer 1,5 AE) van de zon. De siderische periode is 687 (aardse) dagen (of 1,8809 aardse jaren), dit is de tijd die Mars nodig heeft om een omloop rond de zon te voltooien. Een siderische dag (de periode die de planeet erover doet om rond haar eigen as te roteren) op Mars is iets langer dan de aardse dag en duurt 24 uur, 37 minuten en 22.66 seconden. Een synodische dag op Mars, de tijd die nodig is voor de zon om aan dezelfde plaats aan de Marshemel te komen, is 24 uur, 39 minuten en 35,244 seconden en wordt sol genoemd. De tijdseenheid sol wordt gebruikt bij missies op het Marsoppervlak, sol 0 is de landingsdag.
De hoek van de rotatieas van Mars met zijn baanvlak (de obliquiteit) is 25,19°, bijna gelijk aan die van de Aarde. Het gevolg is dat ook Mars seizoenen kent, hoewel ze op Mars bijna tweemaal zo lang zijn. In het zonnestelsel heeft alleen Mercurius een baan die meer afwijkt van een cirkel. De verandering van de excentriciteit is groot: 1,35 miljoen jaar geleden was de excentriciteit maar ongeveer 0,002, veel kleiner dan die van de huidige aardbaan. De excentriciteit verandert met een periode van ongeveer 96.000 aardjaren (ter vergelijking: de excentriciteit van de aardbaan verandert met een periode van ongeveer 100.000 jaar). Mars heeft echter nog een langere en belangrijkere periode waarmee de excentriciteit verandert, namelijk 2,2 miljoen aardse jaren. In de laatste 35.000 jaar is de Marsbaan langzaam excentrischer geworden als gevolg van de gravitatiekrachten van andere planeten. De kleinste afstand die de Aarde en Mars elkaar in hun banen kunnen naderen, zal de komende 25.000 jaar enigszins afnemen.

### Manen

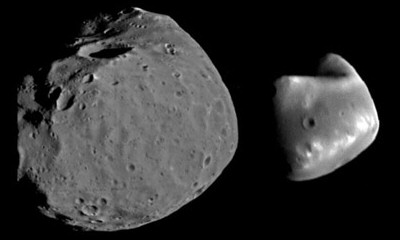
Phobos (links) en Deimos (rechts)

Rondom Mars draaien twee natuurlijke manen. Beide hebben een onregelmatige, aardappelachtige vorm en hun banen liggen relatief dicht bij de planeet. Aangenomen wordt dat het door Mars' zwaartekracht ingevangen planetoïden zijn.
Beide maantjes werden in 1877 ontdekt door Asaph Hall, die ze noemde naar Phobos (angst) en Deimos (paniek, vrees), in de Griekse mythologie de zonen van Ares (Mars) en Aphrodite. Phobos is met afmetingen van 27 × 22 × 18 km de grootste van de twee.
Vanaf het Marsoppervlak gezien lijkt de beweging van de twee maantjes niet op de beweging van de Maan vanaf de Aarde. Phobos heeft een omlooptijd van slechts 7 uur en 40 minuten. Deze maan is goed zichtbaar vanaf Mars, hij komt op in het westen en gaat onder in het oosten, om elf uur later alweer op te komen. Een waarnemer op het Marsoppervlak zal de maan elke dag dus drie keer zien opkomen en ondergaan. Deimos heeft een omlooptijd die dicht bij de rotatieperiode van Mars ligt (ruim 30 uur). Vanaf Mars gezien komt deze maan in het oosten op, maar doet er dan bijna drie dagen over om weer onder te gaan. Doordat de baan van Deimos verder van Mars vandaan ligt, is deze maan vanaf Mars slechts zichtbaar als een heldere ster.
Phobos beweegt op zo'n 6000 km boven het Marsoppervlak; zijn baan ligt daarmee onder de synchrone hoogte, de hoogte waarop getijdenkrachten van Mars de maan in een steeds nauwere baan brengen. Binnen 50 miljoen jaar zal Phobos daarom of op Mars inslaan of door de getijdenkrachten uit elkaar getrokken worden, waarna de brokstukken een planetaire ring rond de planeet zullen vormen.
Hoe Mars de twee maantjes heeft ingevangen, is onduidelijk. Beide maantjes hebben bijna cirkelvormige banen, dicht bij de evenaar van de planeet, wat erg bijzonder is bij ingevangen objecten. Phobos' instabiele baan wijst erop dat de maan relatief kort geleden moet zijn ingevangen. Aangenomen wordt dat een derde object een rol moet hebben gespeeld. Planetoïden met de afmetingen van Phobos en Deimos zijn buiten de planetoïdengordel echter vrij zeldzaam, en dubbele planetoïden al helemaal.
Twee schrijvers hadden (toevalligerwijs) voor de ontdekking in 1877 al over twee manen bij Mars geschreven: Jonathan Swift (in het boek Gullivers reizen) en Voltaire. Op Deimos kregen daarom twee kraters de namen Swift en Voltaire.

## Fysieke eigenschappen

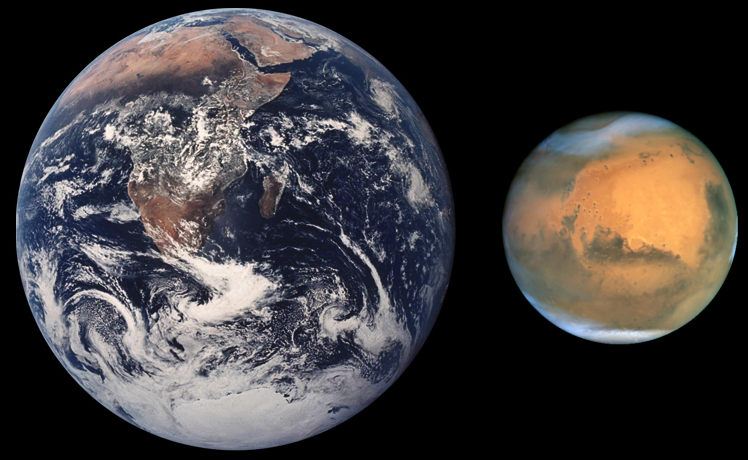
De grootte van de Aarde ten opzichte van Mars

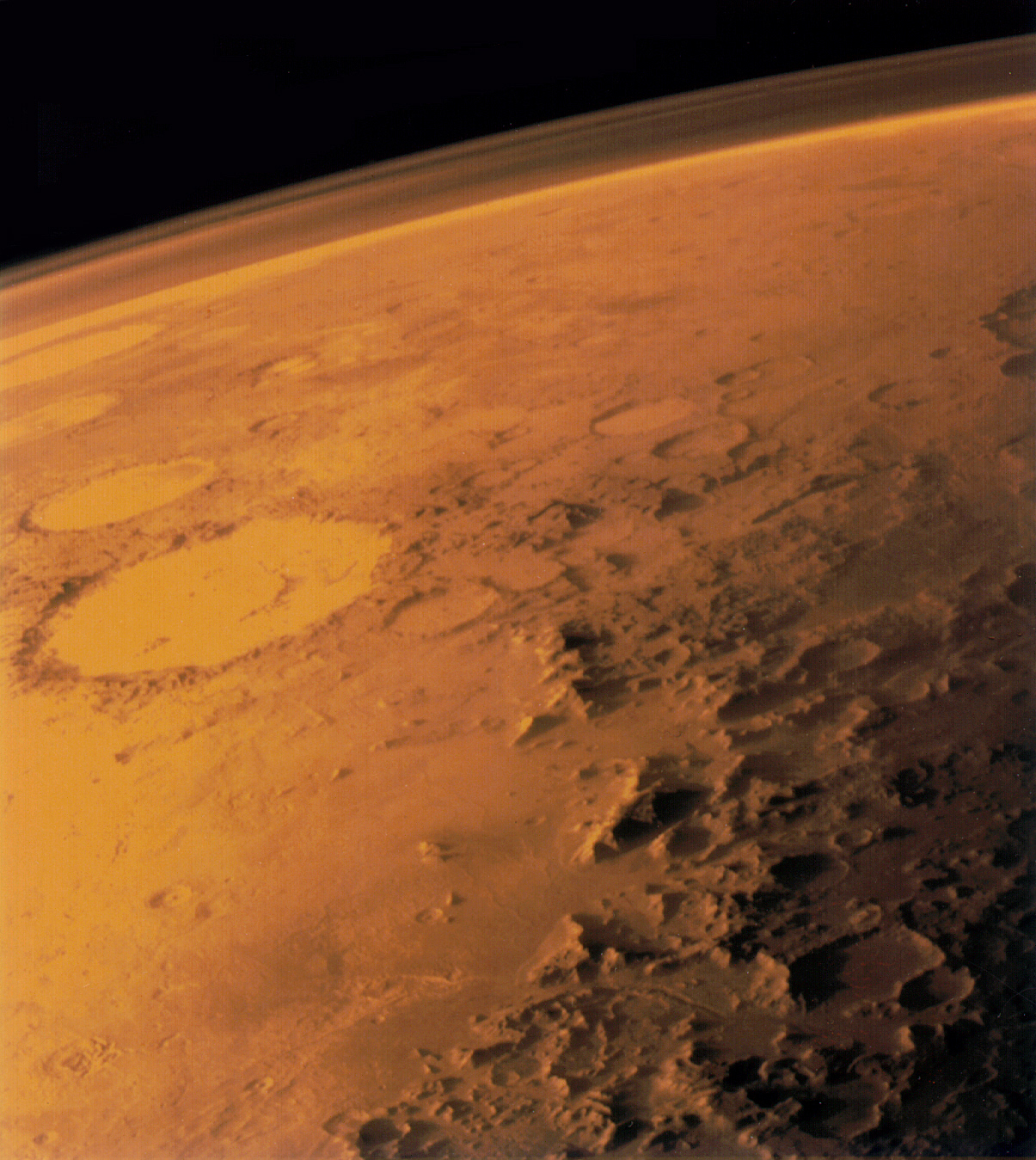
De dunne atmosfeer van Mars, zichtbaar aan de horizon

Mars is in diameter ongeveer half zo groot als de Aarde en in massa ongeveer een tiende. De totale oppervlakte van de planeet is ongeveer even groot als het totaal aan landoppervlak op Aarde. Hoewel Mars een grotere massa en een groter volume heeft dan Mercurius, heeft hij een lagere dichtheid dan zowel Mercurius als de Aarde. Daardoor is de zwaartekracht aan het oppervlak op Mercurius iets groter dan op Mars. De rossige kleur van het Marsoppervlak wordt veroorzaakt door ijzer(III)oxide in de vorm van het mineraal hematiet of roest.

### Atmosfeer
Omdat Mars bij gebrek aan een magneetveld ook geen magnetosfeer heeft, staat de ionosfeer van de planeet bloot aan een bombardement van geladen deeltjes van de zonnewind. Daardoor verliest de Marsatmosfeer voortdurend moleculen waardoor hij dun en ijl blijft. Door de ruimtesondes Mars Global Surveyor en Mars Express zijn geïoniseerde deeltjes waargenomen die vanuit de atmosfeer de ruimte in bewegen. De Marsatmosfeer is in het verleden waarschijnlijk dikker geweest.
De luchtdruk aan het oppervlak varieert tussen ongeveer 30 Pa op Olympus Mons tot 1155 Pa op Hellas Planitia, en is gemiddeld rond de 750 Pa (6 mm kwikdruk). Dat is minder dan 1% van de gemiddelde luchtdruk aan het aardoppervlak (101.325 Pa). De luchtdruk aan het oppervlak van Mars is daarmee even groot als 35 km boven het aardoppervlak. Vanwege de kleinere zwaartekracht is de schaalhoogte (hoogte waarop de druk met een factor e is afgenomen) op Mars (ongeveer 11 km) groter dan op Aarde (ongeveer 6 km).
De samenstelling vertoont veel gelijkenis met de atmosfeer die zo'n 4 miljard jaar geleden op Aarde voorkwam: hoofdzakelijk koolstofdioxide (95%), aangevuld met stikstof (3%), het edelgas argon (1,6%) en verder sporen van zuurstof, methaan en water. Methaan komt voor in een concentratie van ongeveer 10 ppb. Omdat methaan in de hogere delen van de atmosfeer wordt afgebroken onder invloed van de zonnewind, heeft het een residentietijd van 340 jaar. Er moet dus een bron zijn (of hooguit enkele honderden jaren geleden zijn geweest) die methaan produceert. Als bronnen worden vulkanisme, komeetinslagen of methanogene micro-organismen voor mogelijk gehouden. De meest logische verklaring is echter serpentinisatie, een verweringsreactie van olivijnrijk gesteente (dit komt veel voor op Mars), waarbij methaan vrijkomt.

Stofhoos op Mars,
vastgelegd door Marsrover "Spirit"

De Marsatmosfeer bevat ook veel fijn stof met stofdeeltjes van gemiddeld ongeveer 1,5 µm in diameter. Het stof zorgt ervoor dat de lucht vanaf het oppervlak een oranjebruine kleur heeft.
De seizoenen op Mars, veroorzaakt door de scheve stand van de rotatieas, brengen mee dat op de polen gedurende een half Marsjaar continu nacht heerst. De afkoeling van het oppervlak zorgt ervoor dat dikke lagen koolstofdioxide rijpen tot droogijs. Wanneer de lente aanbreekt en de pool weer verlicht wordt, sublimeert het droogijs weer. Het vrijkomende koolstofdioxide veroorzaakt harde winden vanaf de pool. Deze seizoensgebonden winden transporteren grote hoeveelheden stof en waterdamp en veroorzaken rijp aan het oppervlak en grote cirruswolken in de atmosfeer.

#### Klimaat

Mars tijdens (links) en zonder stofstorm.

Van alle planeten lijkt het klimaat op Mars het meest op dat van de Aarde, hoewel de seizoenen op Mars vanwege de langere omlooptijd rond de zon ongeveer twee keer zo lang duren als op Aarde. De oppervlaktemperatuur op Mars kan tussen −140 °C (in de poolwinter) tot 20 °C (in de zomer) variëren. De enorme variatie in temperatuur is een direct gevolg van de dunne atmosfeer en de lage warmtecapaciteit van het Marsoppervlak.
De seizoenen worden op Mars echter niet alleen bepaald door de stand van de rotatieas, maar ook door de excentriciteit van de Marsbaan. De Aarde heeft een veel minder excentrische baan, zodat dit effect op Aarde een minder belangrijke rol speelt. Als het op het zuidelijk halfrond van Mars zomer is, bevindt de planeet zich bij het perihelium van haar baan (dicht bij de zon), terwijl tijdens de zomer op het noordelijk halfrond de planeet zich bij het aphelium bevindt (ver van de zon vandaan). Op het zuidelijk halfrond is het verschil tussen de seizoenen daarom groter dan op het noordelijk halfrond en de zomertemperatuur op het zuidelijk halfrond kan 30 graden hoger liggen dan op het noordelijk halfrond.
Een opvallend seizoensgebonden klimaatverschijnsel op Mars zijn stofstormen. Deze stormen kunnen kleine fenomenen zijn, maar ook de hele planeet beslaan. Ze komen voor wanneer Mars het dichtst bij de zon staat en het zomer is op het zuidelijk halfrond, en veroorzaken een temperatuurstijging over de hele planeet. Waarschijnlijk zijn de stofstormen die de kleur van het oppervlak veranderen, de oorzaak van tegenstrijdige historische waarnemingen met aardse telescopen. Stofstormen, cyclonen en kleine tornado's (dust devils) zijn inmiddels waargenomen vanuit een baan om Mars en met de wagentjes op Mars.

### Oppervlak

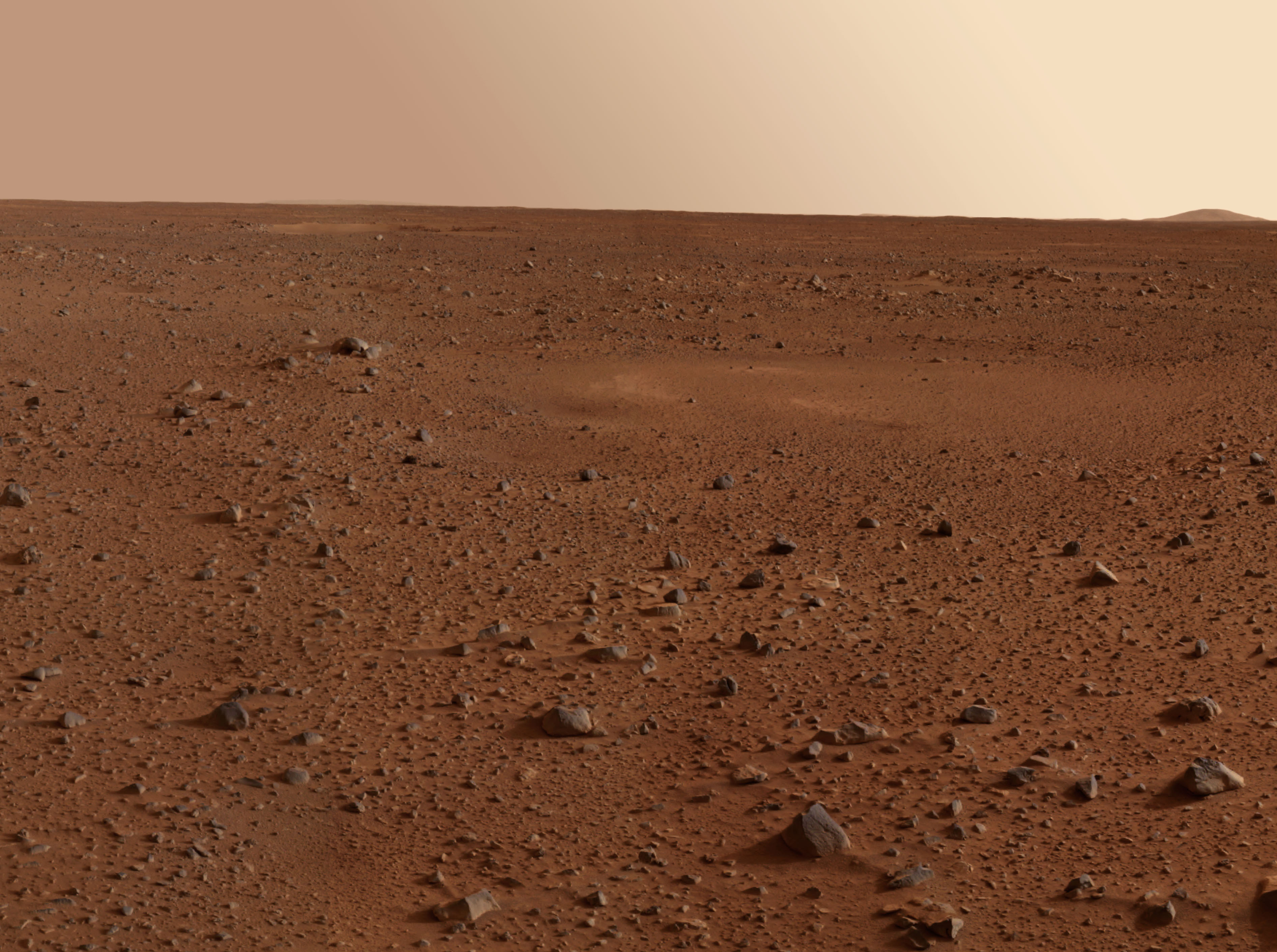
Het oppervlak van Mars - Gusevkrater gefotografeerd door Mars Exploration Rover-A.

Oppervlakkenmerken op Mars worden op een aantal manieren benoemd. De meeste gebieden met een hoog albedo (licht van kleur) hebben oudere namen, die door 19de-eeuwse astronomen werden gegeven. In veel gevallen zijn die oude namen iets veranderd vanwege het betere inzicht dat tegenwoordig bestaat in de natuur van deze gebieden. Zo is Nix Olympia (sneeuw van Olympus) tegenwoordig Olympus Mons (berg Olympus).
De evenaar en polen van Mars worden bepaald door de rotatie van de planeet. De nulmeridiaan op Mars loopt, niet toevallig, door de naar de Engelse astronoom George Biddell Airy genoemde krater Airy-0 in de regio Sinus Meridiani.
Omdat Mars geen oceanen heeft, en daarom geen zeeniveau, moest ook een willekeurig nulniveau uitgezocht worden voor hoogtemetingen. Dit niveau is op Mars gedefinieerd als de hoogte waarop de luchtdruk 610,5 Pa bedraagt. Deze druk komt overeen met het tripelpunt van water (H2O), en is ongeveer gelijk aan 0,6% van de luchtdruk op zeeniveau op Aarde.

Hoogtekaart van het Marsoppervlak gemaakt door de Mars Global Surveyor. Rechts: Noordpool (boven) en Zuidpool. Links de vulkanen van Tharsis en daarnaast Valles Marineris. Het inslagbekken Hellas Planitia is duidelijk te onderscheiden als een grote, donkerblauwe vlek. Verder zijn talloze kraters te zien.

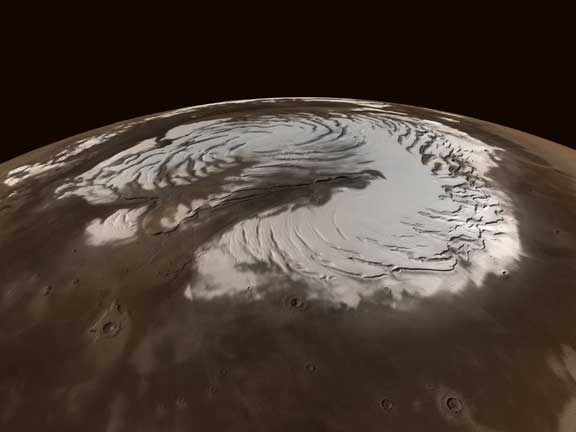
De Noordpool van Mars bestaat uit droogijs.

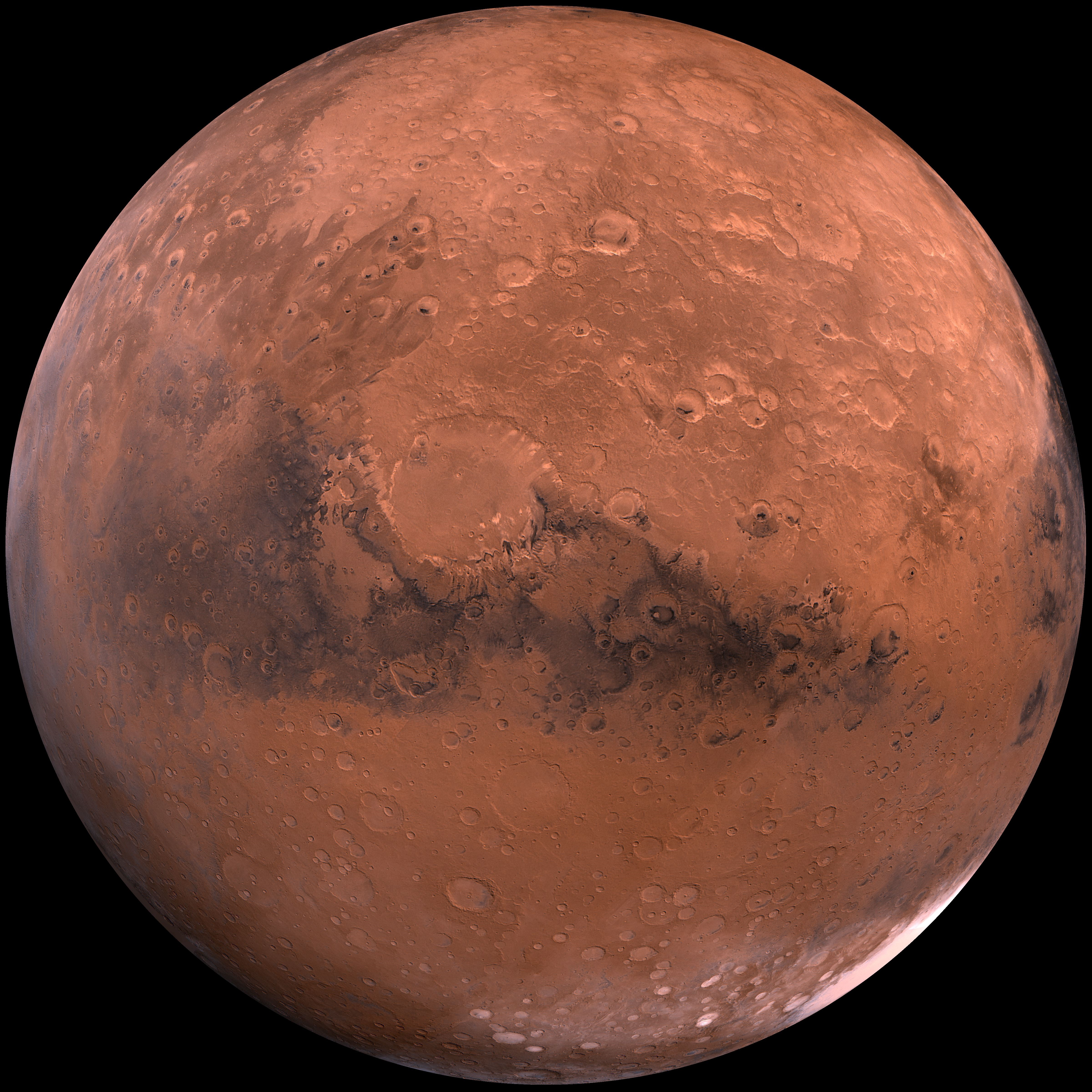
Fotomozaïek genomen in 1980 door de Viking 1-orbiter met hoge resolutie in een kaartprojectie als vanuit een ruimtesonde. Er zijn veel kraters te zien. Het cirkelvormige gebied in het midden is de krater Schiaparelli, het lichtere gebied ernaast is Arabia Terra. De grens tussen de oude, pokdalige zuidelijke hooglanden en de jongere noordelijke vlakten treedt aan deze zijde van Mars ten noorden van Arabia op (40° Noorderbreedte). De zwarte vegen met lichte randen links van Arabia komen uit kraters en worden veroorzaakt door erosie en afzetting door wind. Uiterst rechts is Syrtis Major, een vulkanisch schild mogelijk van basalt. In het zuiden zijn witte gebieden als het Hellas inslagbekken te zien, die bedekt zijn door droogijs.

#### Poolkappen
Op de polen komen ijskappen van bevroren water en koolstofdioxide (droogijs) voor. De poolkappen groeien aan en smelten af in de loop van de seizoenen. Op de noordpool groeit elke winter een 1 m dikke laag droogijs aan, op de zuidpool is de ijslaag dikker (8 m) en permanent aanwezig.
De ijskap op de noordpool is ongeveer 1000 km in diameter in de zomer en bevat ongeveer 1,6 miljoen km³ ijs (ongeveer twee derde van de ijskap op Groenland). Als het ijs gelijk over de kap verdeeld was, zou de hele kap 2 km dik zijn. De ijskap op de zuidpool heeft een diameter van 350 km en is gemiddeld 3 km dik. Het totale volume ijs in de zuidpoolkap samen met ijs in nabijgelegen sedimenten komt overeen met het volume van de ijskap op de noordpool. Beide poolkappen vertonen spiraalvormige troggen. Men neemt aan dat deze structuren gevormd worden door verschillen in opwarming, en de sublimatie, van droogijs en water.
Het gebied waar de noordelijke ijskap zich bevindt, heet Planum Boreum, het gebied van de zuidelijke ijskap Planum Australe.

#### Vlakten
De topografie van Mars laat een duidelijke dichotomie (tweedeling) zien: de lagergelegen vulkanische vlakten van het noordelijk halfrond tegenover de met kraters bedekte hooglanden van het zuidelijk halfrond. Vanuit de ruimte gezien is het Marsoppervlak daarom te verdelen in twee soorten gebieden met verschillende albedo's. De lichtere vlakten, bedekt met stof en rood ijzeroxide-rijk zand werden ooit gezien als "continenten" en kregen overeenkomstige namen, bijvoorbeeld Arabia Terra (land van Arabia) of Amazonis Planitia (vlakte van de Amazone). De donkere gebieden werden gezien als zeeën en kregen namen als Mare Erythraeum, Mare Sirenum en Aurorae Sinus. Het grootste donkere gebied is Syrtis Major; dit is ook vanaf Aarde goed zichtbaar.

#### Inslagkraters
Er bevindt zich een groot aantal inslagkraters op Mars. Ongeveer 43.000 daarvan hebben een diameter groter dan 5 km. De grootste inslagkrater, eigenlijk een inslagbekken, is Hellas Planitia, een licht, vanaf de Aarde zichtbaar gebied op het zuidelijk halfrond van Mars. Het heeft een diepte van 8 km en een diameter van 2300 km.
Vanwege zijn kleinere massa en dienovereenkomstig geringe zwaartekracht is de kans dat een meteoriet inslaat op Mars ongeveer half zo groot als op Aarde, hoewel de nabijheid van de planetoïdengordel deze kans juist vergroot. Mars bevindt zich ook dichter bij de banen van veel kort-periodische kometen, dat wil zeggen: kometen met omloopbanen binnen de baan van Jupiter. Desondanks heeft Mars relatief weinig kraters vergeleken met de Maan, doordat de Marsatmosfeer kleinere objecten doet verbranden, voordat ze de kans krijgen in te slaan. Sommige kraters hebben een vorm die doet vermoeden dat het oppervlak nat was ten tijde van de inslag. Een keten van kraters (een catena) kan ontstaan als een meteoriet voor inslag uiteenvalt in brokstukken die ieder een krater veroorzaken.

#### Valleien
Opvallend zijn de honderden korte en soms lange valleien zoals Ares Vallis, die door stromende vloeistof veroorzaakt lijken.

#### Vulkanen en bergen
Rond de evenaar ligt het Tharsis-gebied, dat bezaaid is met enorme schildvulkanen. Voor zover bekend, is de uitgedoofde vulkaan Olympus Mons de hoogste berg in het zonnestelsel. Andere hoge vulkanen in de regio Tharsis zijn Ascraeus Mons, Pavonis Mons en Arsia Mons. In de flanken van Arsia Mons zijn aanwijzingen voor grotten gevonden.

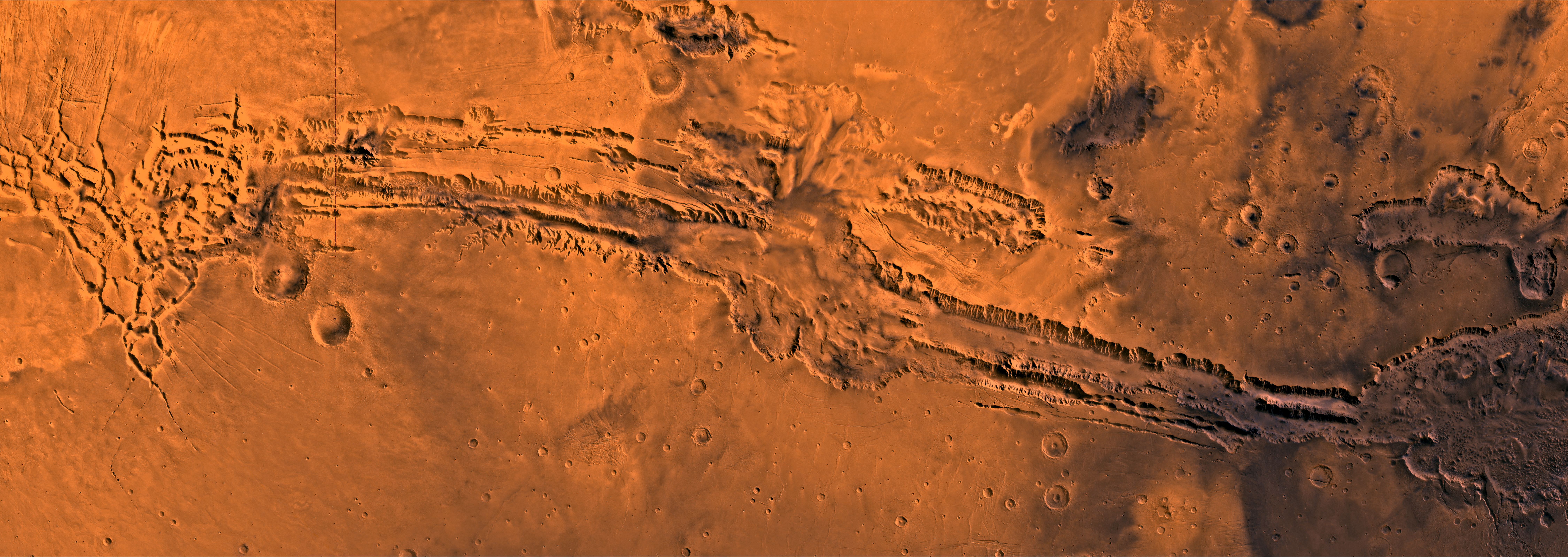
Valles Marineris op Mars. Met een lengte van 4500 km, een breedte van 200 km, een diepte van 11 km zijn de Valles Marineris tien maal langer, zeven maal breder en zeven maal dieper dan de Grand Canyon in Arizona, V.S.

#### Dubbelkloof Valles Marineris
Meer naar het oosten liggen de Valles Marineris (de "Valleien van Mariner"), een 4000 km lange dubbele kloof met een breedte van maximaal 250 km en tot 7 km diep. De kloven lopen langs de evenaar door tot aan Noctis Labyrinthus (Latijn: Doolhof van de nacht). Dit is een gebied waarin allerlei diepe, steilwandige valleien chaotisch door elkaar liggen. De Valles Marineris beslaan ongeveer een vijfde van de omtrek van Mars. De Grand Canyon op Aarde is daarmee vergeleken veel kleiner: 450 km lang en 2 km diep.
Een andere grote kloof is Ma'adim Vallis, 700 km lang, 20 km breed en 2 km diep. Het kan zijn dat deze kloof in een ver verleden gevuld was met vloeibaar water.

### Water

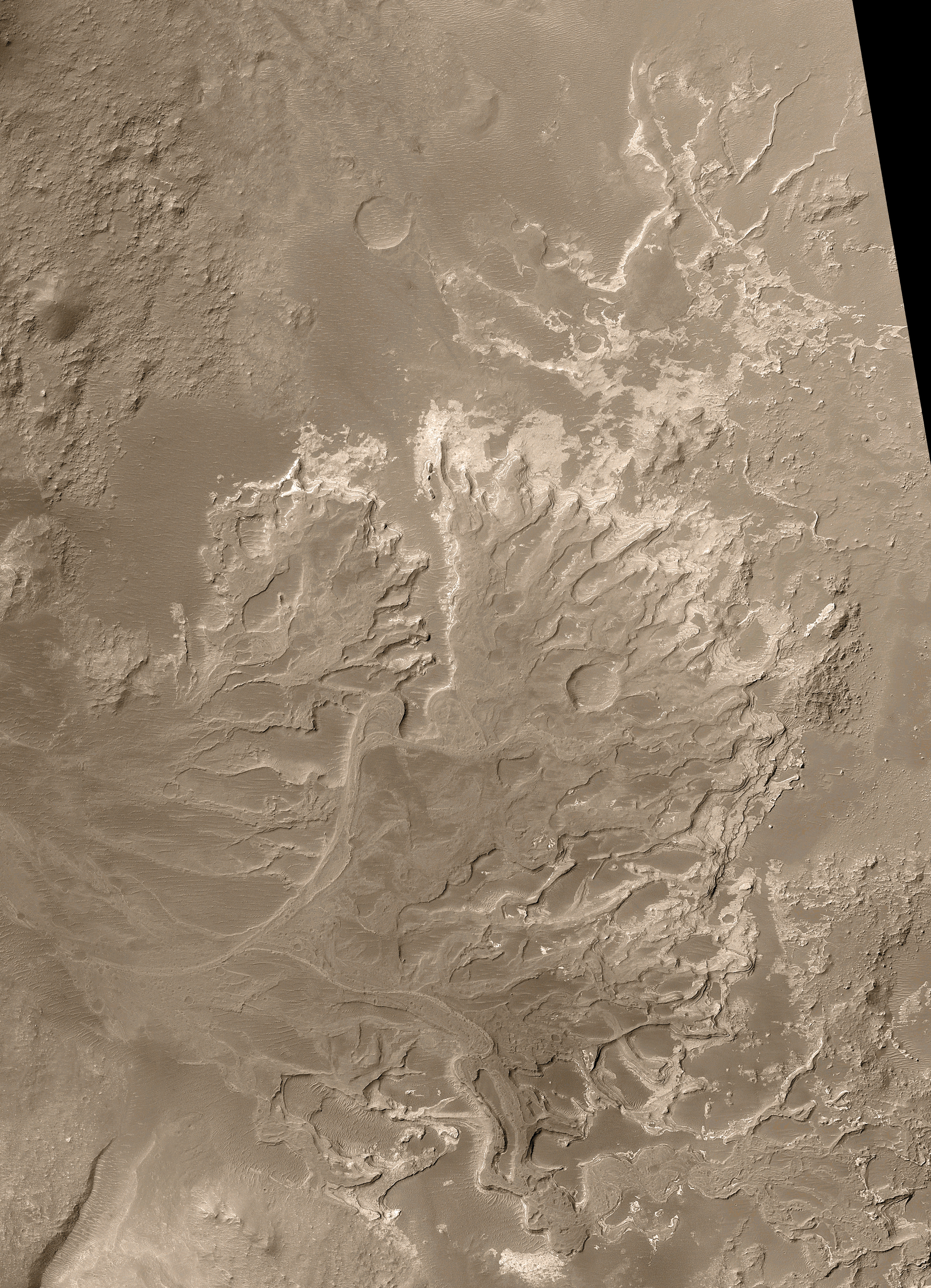
Sedimenten van opgedroogde rivierbeddingen op Mars, zuidelijk halfrond. Foto door Mars Orbiting Camera MOC2-543a.

Vloeibaar water kan slechts voor korte tijd voorkomen op de laagstgelegen plaatsen aan de oppervlakte van Mars; elders verdampt of bevriest het onmiddellijk. In vaste en in gasvormige toestand kan water echter wel op Mars voorkomen.

#### IJs en permafrost
Waterijs is in grote hoeveelheden aanwezig, vooral aan de twee poolkappen. De hoeveelheid water die ligt opgeslagen in de ijskap op Mars' zuidpool, is voldoende om in gesmolten toestand het hele Marsoppervlak te bedekken met een 11 m dikke laag water. De hoeveelheid ijs op de zuidpool van Mars bedraagt twee derde van het ijs op Groenland.
De poolkappen van Mars blijken te smelten en af te nemen in grootte. Een mogelijke verklaring is dat liggend stof een lichte kleur heeft en daardoor meer zonlicht weerkaatst dan het donkere, kale Marsoppervlak eronder. Bij wind waait het Marsstof op, waardoor het Marsoppervlak sterker opgewarmd wordt en er dus meer wind waait, enzoverder. Deze effecten versterken elkaar.
Naast het in de poolkappen opgeslagen, bevindt zich een grote hoeveelheid water in de Marsbodem in de vorm van permafrost. De zone van permafrost strekt zich uit van de polen tot de 60e breedtegraad. In 2016 ontdekte de SHARAD radar van de MRO onder het oppervlak van Utopia Planitia een uitgestrekte ijsvlakte. De ijslaag heeft een dikte van 80 à 170 meter; naast stof en rotsen bestaat deze voor 50 à 85% uit waterijs. Het ijs sublimeert niet, omdat het door een één tot tien meter dikke bodemlaag is bedekt.
In juni 2008 ontdekte de Marssonde Phoenix brokjes ijs zo groot als dobbelstenen in een kuil die de sonde had gegraven. Eerst werd gedacht dat het zout was, maar enkele dagen later waren de blokjes weg, kennelijk gesublimeerd. Er is ook sneeuw ontdekt.

#### Stromend water
Er zijn vele structuren aan het Marsoppervlak, zoals enorme droge rivierbeddingen en stroomgeulen, die door stromend water kunnen zijn gevormd. Van een aantal van deze structuren wordt echter betwist of dat ook werkelijk aan water kan toegeschreven worden. Ook wind, lavastromen en het smelten van droogijs kunnen dergelijke structuren gevormd hebben. Toch lijkt stromend vloeibaar water verantwoordelijk voor een groot deel van de structuren.
Waarschijnlijk bevinden zich onder de dikke laag permafrost grote hoeveelheden vloeibaar grondwater, die in het verleden tijdens kortstondige perioden van vulkanische activiteit naar de oppervlakte werden gebracht. De grootste uitbarsting moet gebeurd zijn tijdens het ontstaan van de Valles Marineris, waarbij genoeg water moet zijn ontsnapt om over de hele planeet rivieren te doen ontstaan.
Dankzij de hoge resolutie van foto's van het Marsoppervlak, die de Mars Global Surveyor tussen 1996 en 2006 gemaakt heeft, zijn deze geulen, zoals Nirgal Vallis en Nanedi Vallis, gedetailleerd in kaart gebracht. Van de reusachtige opgedroogde stroombeddingen en hun zijtakken is geen oorsprong gevonden en het is mogelijk dat deze door erosie verdwenen is. De stromen moeten dan oudere structuren zijn.
Op het zuidelijk halfrond zijn boven de 30ste breedtegraad structuren in krater- en canyonwanden aangetroffen, die op stroomgeultjes lijken waar water uit de wand gesijpeld is. Tot nog toe zijn geen sporen van verwering in deze kleinere geulen aangetroffen of stroomgeulen die gedeeltelijk door inslagkraters verdwenen zijn, waaruit blijkt dat dit relatief jonge structuren zijn. In één geval zijn op foto's van dezelfde stroomgeul, die zes jaar na elkaar gemaakt werden, duidelijke veranderingen te merken. Het lijkt erop dat er door modderstromen nieuwe lagen sediment zijn afgezet in de tussentijd. Dit is moeilijk te verklaren zonder vloeibaar water. Of het water afkomstig is van neerslag, uit de ondergrond of uit een ander proces is niet duidelijk. Ook voor deze geultjes bestaan alternatieve verklaringen, zoals het verplaatsen van stof door de wind en het ontdooien van droogijs.
In 2013 ontdekten onderzoekers van Marsfoto's een mogelijke oorzaak voor de aanwezigheid van geulen op stofduinen. Deze vertonen opgehoogde randen, hebben een lengte van maximaal twee kilometer, een breedte van minder dan tien meter en onder is vaak een holte zichtbaar. Deze werden al opgemerkt op foto's van de Mars Global Surveyor, maar het bleef onduidelijk hoe ze ontstaan zijn. Het is niet aannemelijk dat water deze geulen veroorzaakte, aangezien ze plotseling eindigen, zonder dat geërodeerd materiaal zichtbaar is. Uit recentere foto's door de Mars Reconnaissance Orbiter bleek, dat deze geulen ontstaan tijdens de Martiaanse lente op stofduinen waarop zich tijdens de winter koolstofdioxide-ijs afzet. Deze ijsbrokken breken af en rollen naar beneden, waar ze vervolgens verdampen. Door middel van proefnemingen met CO2-droogijs op Aardse duinen werd duidelijk dat dit ijs onder deze omstandigheden in dusdanige mate sublimeert, dat zich onder het ijsblok een gaslaag vormt die het ijs optilt, waarna het van de helling rolt. Het gas duwt tevens de randen van de geul omhoog. Dit proces vindt plaats op zowel steile als zwakke hellingen.
Bepaalde mineralen op het Marsoppervlak zijn ook gebruikt als aanwijzing voor het voorkomen van vloeibaar water. Hematiet en goethiet bijvoorbeeld worden vaak gevormd in de nabijheid van water.
Op 28 september 2015 maakte NASA tijdens een persconferentie bekend dat met een combinatie van foto's en spectrometrische gegevens van de Curiosity bewijs is gevonden voor stromend water. Op de foto's zijn hellingen zichtbaar met donkere strepen, zogenaamde recurring slope lineae. De lengte van de strepen groeit in de warme maanden en neemt af in de koude maanden. Onderzoek met een spectrometer toonde volgens NASA aan dat er zich op deze hellingen oplosbaar zout bevindt, dat alleen afgezet kan zijn door stromend water. In november 2017 maakten onderzoekers van het JPL en de US Geological Survey bekend dat er voor de waargenomen verschijnselen een andere oorzaak mogelijk is dan stromend water: bij de recurring slope lines zou het ook kunnen gaan om granular flow (stromende zandkorrels), een verschijnsel dat op aarde bekend is van actieve duinen; de waargenomen zoutafzettingen zouden kunnen ontstaan als zoutkristallen gehydrateerd worden door atmosferische waterdamp.

### Geologie

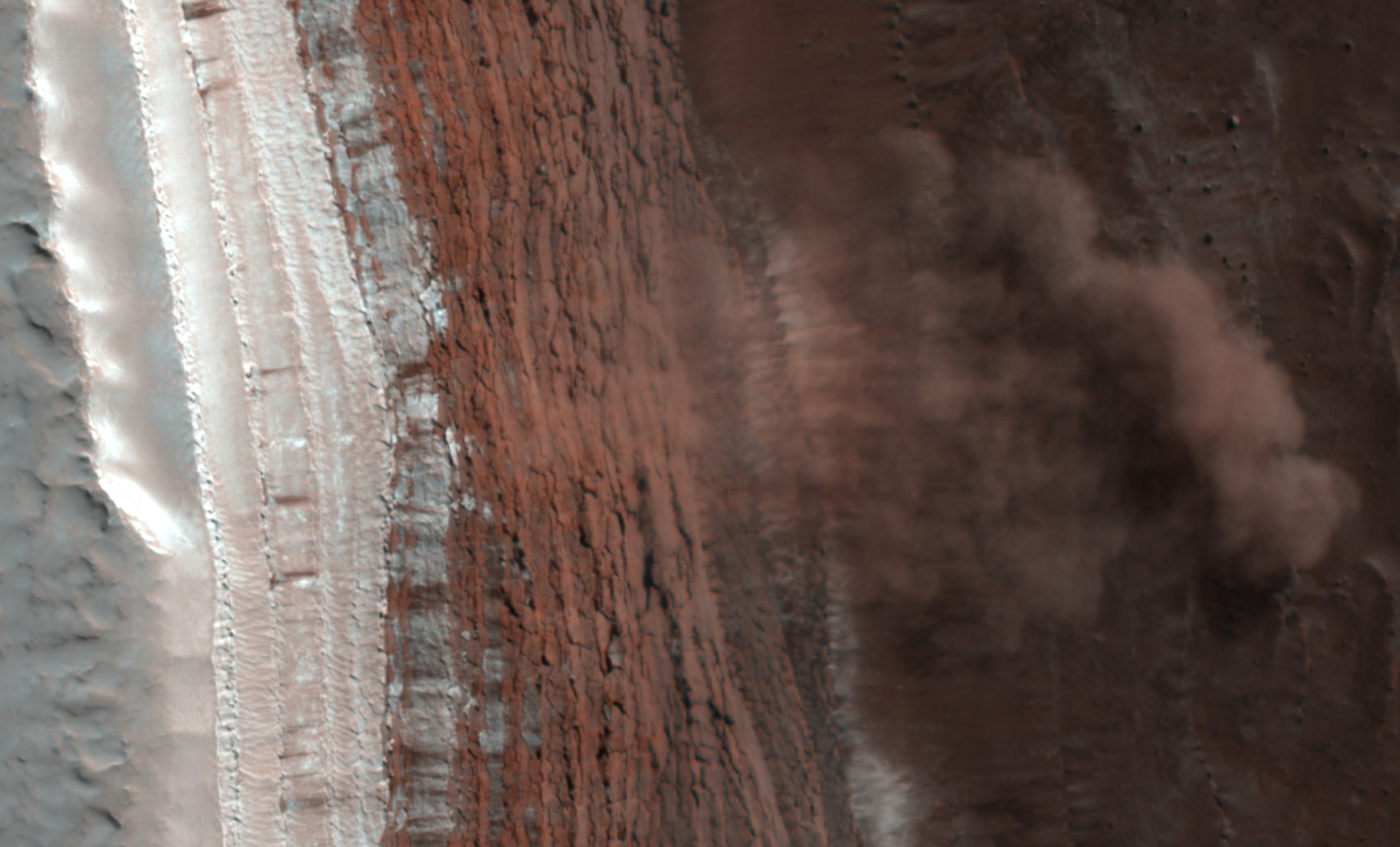
Opname van een lawine aan de rand van de ijskap rondom de noordpool van Mars

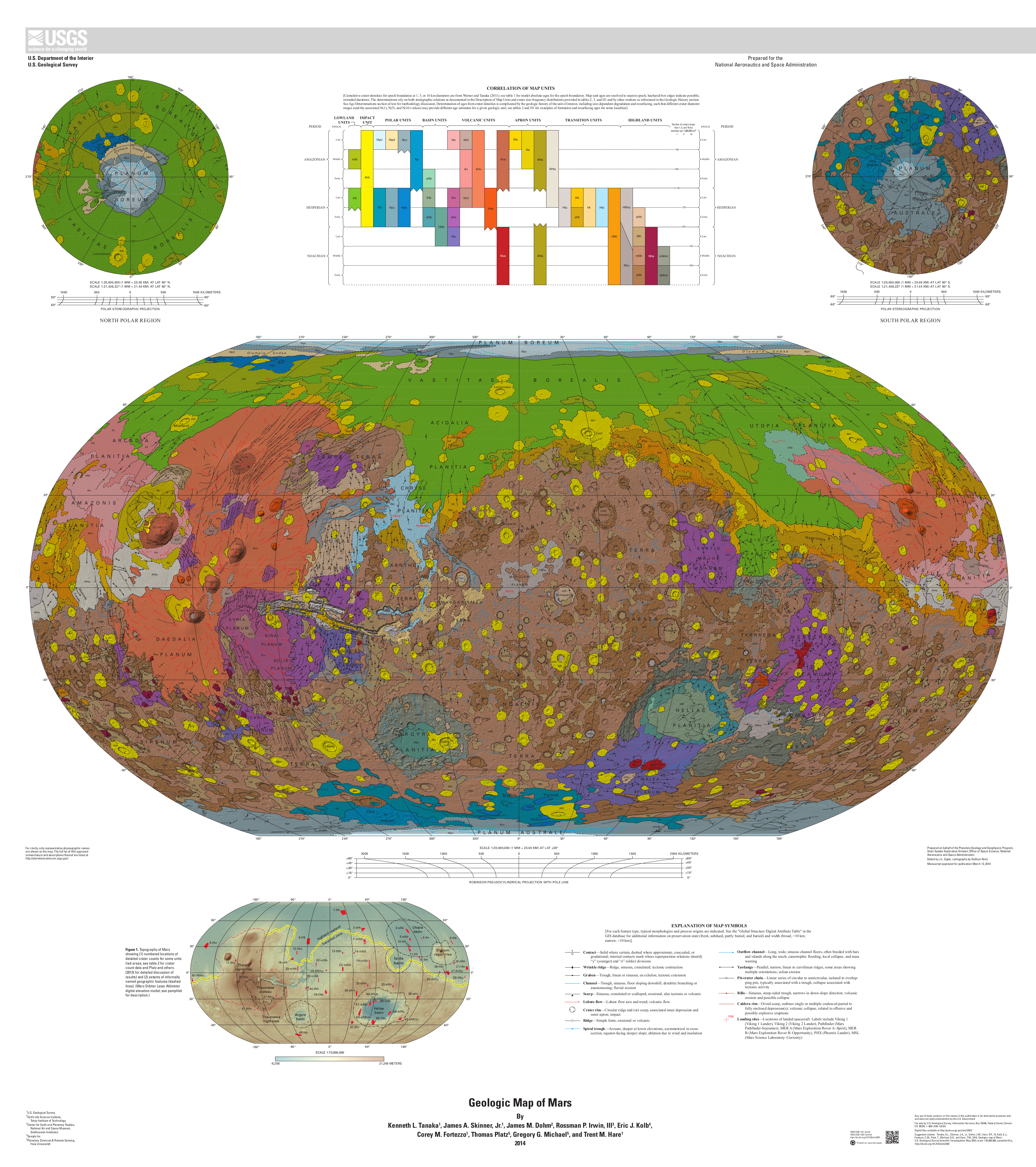
Geologische kaart van Mars

Dankzij metingen van ruimtesondes en door bestudering van Marsmeteorieten, is bekend dat het Marsoppervlak voornamelijk bestaat uit basalt. Delen van dit oppervlak zijn echter silicarijker dan basalt en het kan zijn dat delen van het Marsoppervlak uit ryoliet bestaan. Deze waarnemingen kunnen ook veroorzaakt zijn door de aanwezigheid van silicarijk glas. Op Mars komen lawines voor. In maart 2008 werden met gegevens van Mars Odyssey grote zoutafzettingen op het oppervlak gevonden.
Van de Valles Marineris wordt vermoed dat het een groot slenkensysteem is, veroorzaakt door het opzwellen van de Marskorst bij het ontstaan van de dichtbijgelegen regio Tharsis.
Waar de dichotomie tussen de twee halfronden zijn oorsprong vindt, is onbekend. Een hypothese is dat het volledige noordelijk halfrond van Mars ooit bedekt werd door een enorme oceaan. De aanwijzingen hiervoor zijn uiteenlopend, en suggereren meer lokale zeeën. Het inslagbekken Hellas Planitia is in het verleden vermoedelijk ontstaan tijdens de inslag van een grote meteoriet. Het is een van de grootste bekende inslagkraters in het zonnestelsel en hij wordt omringd door een 2 km hoge bergrug.

#### Tijdperken
Analyse van Marsfoto's leidde in 1986 tot de volgende indeling van Kenneth Tanaka (US Geological Survey) van de geologische tijdperken:
- Noachisch tijdperk: 4,5 – 3,5 miljard jaar geleden. Vernoemd naar het oude hoogland Noachis op het zuidelijk halfrond van Mars. Veel vulkanische activiteit, erosie, meren en mogelijk oceanen. Bombardement vanuit de ruimte dat tot inslagkraters leidde, neemt af. Aanvankelijk dichtere atmosfeer.
- Hesperisch tijdperk: 3,0 – 2,5/2,0 miljard jaar geleden. Vernoemd naar de vlakte Hesperia op het zuidelijk halfrond. Mars droogt op, het oppervlak wordt stoffiger. Veel water uit het Noachische tijdperk bevriest mogelijk ondergronds. Rivieren stromen nog maar verdwijnen langzamerhand. Sporadisch smeltwater veroorzaakt mogelijk inzakkingen en overstromingen.
- Amazonisch tijdperk: 2,5/2,0 miljard jaar geleden – heden. Vernoemd naar jonge lavavlakte Amazonia Planitia op het noordelijk halfrond. Minder geologische activiteit: minder vulkanisme en inslagen. Het oppervlak is droog en stoffig, al stroomt er af en toe vloeistof (gesmolten ijs) diep tussen de rotsen. Soms komt het aan het oppervlak.

#### Interne opbouw
Het modelleren van het binnenste van Mars leidt tot de veronderstelling van een kern met een straal van ongeveer 1480 km. Deze kern bestaat uit ijzer aangevuld met 14-17% zwavel en kleinere hoeveelheden andere elementen, waaronder nikkel. Ten minste een deel van de kern van Mars moet nog vloeibaar zijn. Dit blijkt uit metingen van het zwaartekrachtsveld van Mars, die wijzen op een vervorming van Mars onder invloed van de aantrekkingskracht van de zon. Doordat Mars een lichtere planeet is dan de Aarde, is de planetaire differentiatie niet zo lang doorgegaan en bevat de kern van Mars aanzienlijk hogere concentraties lichtere elementen dan de aardkern.

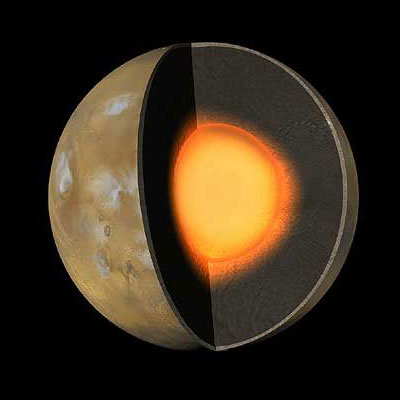
Interne opbouw van Mars met van binnen naar buiten de kern, de mantel, en de korst

Om deze kern heen ligt een vaste mantel, die voornamelijk bestaat uit ijzer- en magnesiumsilicaten. Deze mantel was waarschijnlijk de bron voor veel van de vulkanische en tektonische oppervlakverschijnselen, maar is tegenwoordig inactief. In de mantel komen op verschillende diepten enkele faseovergangen in het belangrijkste mantelmineraal olivijn voor, dat daar van kristalstructuur verandert. In de Aarde is de belangrijkste van deze overgangen van de spinel- naar de perovskiet-structuur, die de boven- van de ondermantel scheidt. Doordat de druk in Mars door de kleinere massa minder snel toeneemt met de diepte dan in de Aarde, bevinden de faseovergangen zich in Mars op een grotere diepte. Vanwege de onzekerheid over de precieze diepte waarop de Marsmantel in de Marskern overgaat, is het vooralsnog niet duidelijk of de spinel-perovskiet-overgang ook in de mantel van Mars optreedt, of dat de Marsmantel daar gewoon niet dik genoeg voor is. Men denkt dat, net als de aardmantel, de mantel van Mars langzaam convecteert.
De buitenste laag, de korst, bestaat net als de mantel voornamelijk uit ijzer- en magnesiumsilicaten en is gemiddeld ongeveer 50 km dik, met een maximum dikte van ongeveer 125 km. De aardkorst, die gemiddeld 40 km dik is, heeft verhoudingsgewijs naar de grootte van de twee planeten een drie maal zo kleine dikte. Er is een duidelijk verschil in korstdikte van enkele tientallen kilometers tussen het noordelijke en het zuidelijk halfrond. Hiermee gepaard gaat een hoogteverschil van het oppervlak van gemiddeld enkele kilometers. Dit verschijnsel wordt de dichotomie van Mars genoemd.

### Magnetisch veld

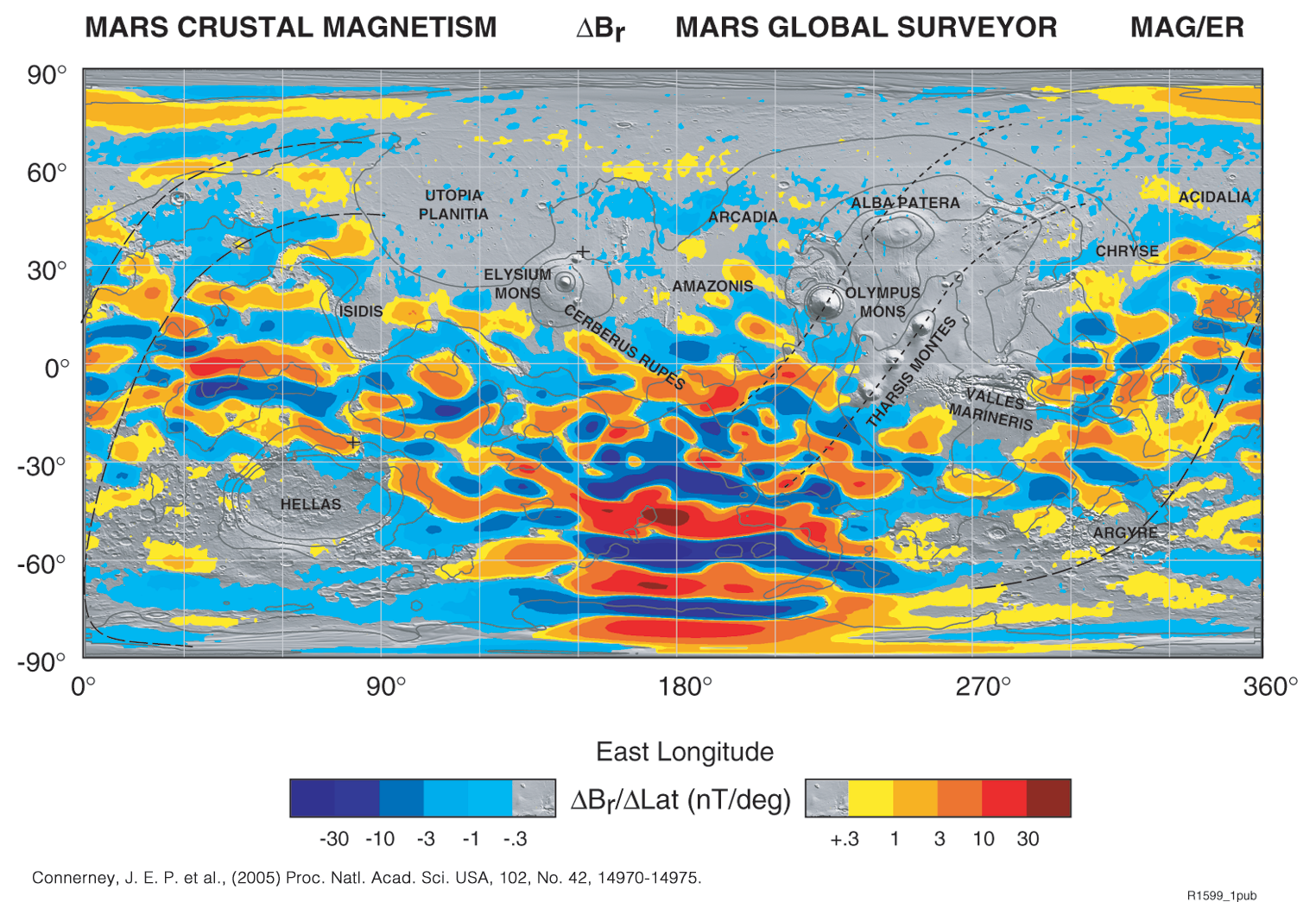
De langgerekte magnetische anomalieën in de Marskorst

Convectie onder invloed van de afkoeling in de vloeibare buitenkern van de Aarde is de oorzaak van het aardmagnetisch veld. Hoewel Mars waarschijnlijk een gedeeltelijk vloeibare kern heeft, heeft Mars tegenwoordig geen actief magnetisch veld meer. Grote delen van de korst van Mars, met name op het zuidelijk halfrond, zijn echter gemagnetiseerd in langgerekte patronen, die doen denken aan de gestreepte afwisselende magnetisatie van de oceaankorst op Aarde bij de naden tussen aardschollen. Het is mogelijk dat deze magnetisatie op Mars net als op Aarde veroorzaakt werd door omkeringen van een magnetisch veld, dat op Mars later verdween. Het magnetisch veld op Mars zou zijn verdwenen door het grotendeels stollen van de metallische kern van Mars. Volgens sommige onderzoekers tonen de langgerekte patronen aan dat er ooit platentektoniek op Mars plaatsvond.

## Leven
Of op een planeet leven mogelijk is, hangt volgens de huidige inzichten ervan af of er vloeibaar water op de planeet voorkomt. Hiervoor moet de baan van de planeet binnen de bewoonbare zone rond een ster liggen. Bij de zon ligt de Aarde binnen deze zone. Omdat Mars een halve astronomische eenheid buiten de zone ligt en een erg dunne atmosfeer heeft, komt er nauwelijks vloeibaar water op zijn oppervlak voor. De sporen van vloeibaar water uit het verleden laten echter zien dat de planeet potentieel wel in staat is om leven te herbergen. Het water op Mars lijkt echter te zuur en te zout te zijn geweest voor aardse vormen van leven.
Waarschijnlijk vormen bij Mars het gebrek aan een magnetosfeer, ozonlaag en de extreem dunne atmosfeer een groter probleem. Op het planeetoppervlak heersen erg grote temperatuurverschillen, veel meteorieten verbranden niet als ze door de atmosfeer vallen en slaan daarom in. Op het oppervlak staat leven bloot aan schadelijke straling en er is onvoldoende luchtdruk om water vloeibaar te houden, vloeibaar water zou namelijk onmiddellijk verdampen. Daarnaast is Mars geologisch gezien inactief. Door het gebrek aan vulkanische activiteit zijn de chemische kringlopen die stoffen en mineralen uitwisselen tussen de korst, het binnenste van de planeet en de atmosfeer gestopt.
Het lijkt er echter op dat de situatie in een zeer ver verleden anders is geweest. Rond 4 miljard jaar geleden moet Mars een dikkere atmosfeer en een sterker magnetisch veld hebben gehad. Ook was er toen veel vulkanische activiteit. De situatie moet in die tijd daarom niet zoveel verschild hebben van de Aarde en de vraag is dus of er op Mars, net als op Aarde, leven kan zijn ontstaan.
De vraag of er op dit moment leven voorkomt op Mars is niet definitief opgelost. De volgens huidige maatstaven primitieve experimenten die de Vikinglanders in de jaren 70 uitvoerden om leven aan te tonen in de Marsbodem leken soms de aanwezigheid van leven te suggereren. Deze experimenten worden inmiddels echter algemeen als onbetrouwbaar gezien - er is zelfs beweerd dat mogelijke levensvormen tijdens de experimenten gedood werden.

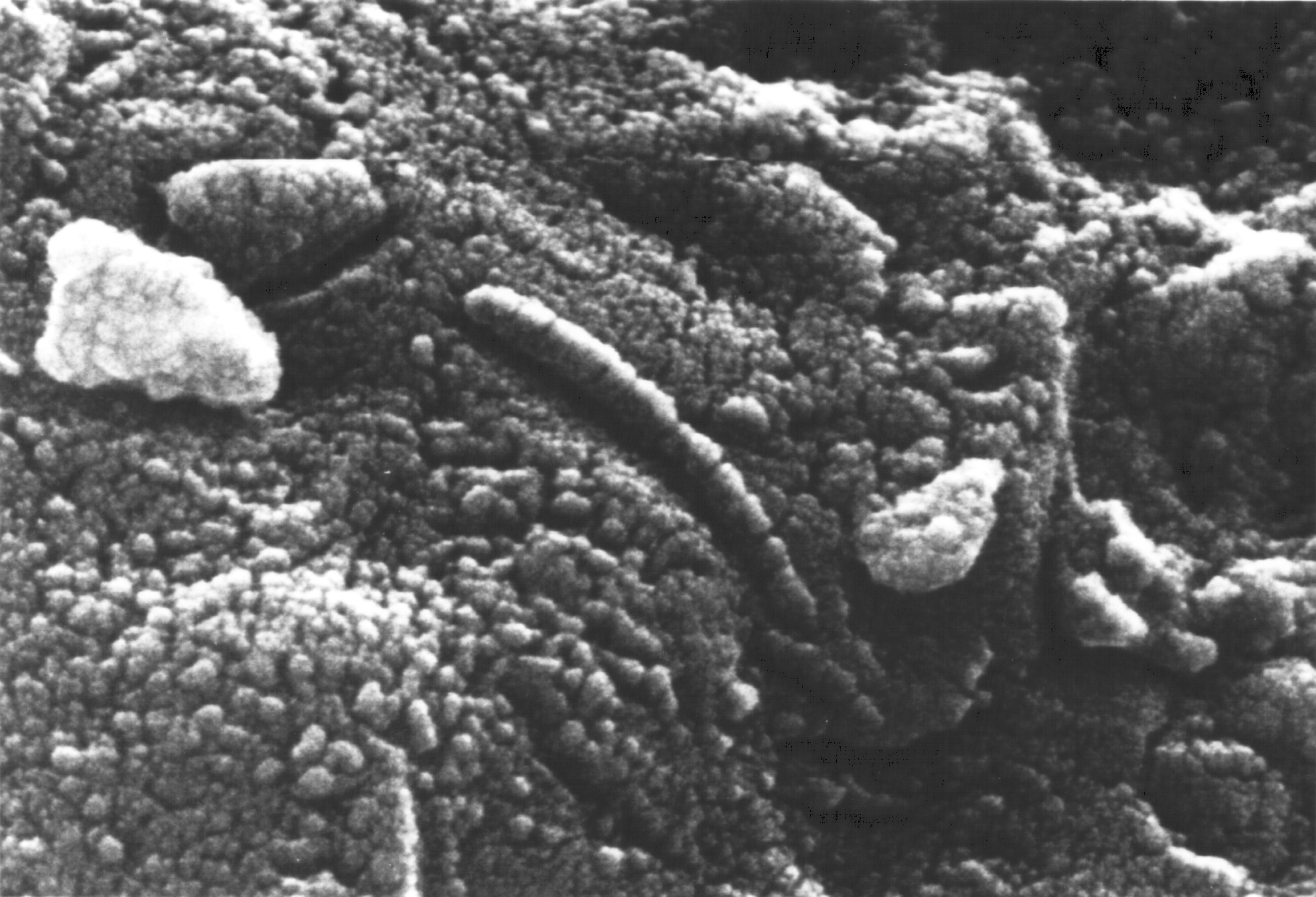
SEM-opname van de Marsmeteoriet ALH 84001, gevonden op Antarctica, waarop vermeend bacterieel leven te zien is.

In de Marsmeteoriet ALH 84001 zijn organische verbindingen gevonden. Aanhangers van de hypothese wijzen erop dat deze verbindingen kunnen zijn afgezet door primitieve vormen van leven, vergelijkbaar met aardse micro-organismen. Later werd de steen door een inslag de ruimte in geslingerd om uiteindelijk, na 15 miljoen jaar, als meteoriet op Aarde in te slaan. Toen begin jaren 2000 sporen van methaan en formaldehyde op Mars werden ontdekt, werden deze ook aangewezen als mogelijke sporen van leven. Er zijn echter ook alternatieve verklaringen voor het voorkomen van deze stoffen op Mars.

## Onderzoek

### Geschiedenis

#### Oudheid en Renaissance
Een van de eersten die de planeet Mars op een wetenschappelijke manier beschreven, was Aristoteles, die zag hoe de planeet door de Maan bedekt werd. Daaruit leidde hij af dat Mars zich verder van de Aarde vandaan bevindt dan de Maan, in tegenstelling tot wat in die tijd algemeen gedacht werd. Op 13 oktober 1590 (juliaanse kalender) vond een bedekking van Mars door Venus plaats en dit verschijnsel werd beschreven door de Duitse astronoom Michael Maestlin. Dit is de enige beschreven bedekking van Mars door een andere planeet. Johannes Kepler was de eerste die de ellipsbaan van Mars berekende in 1609.

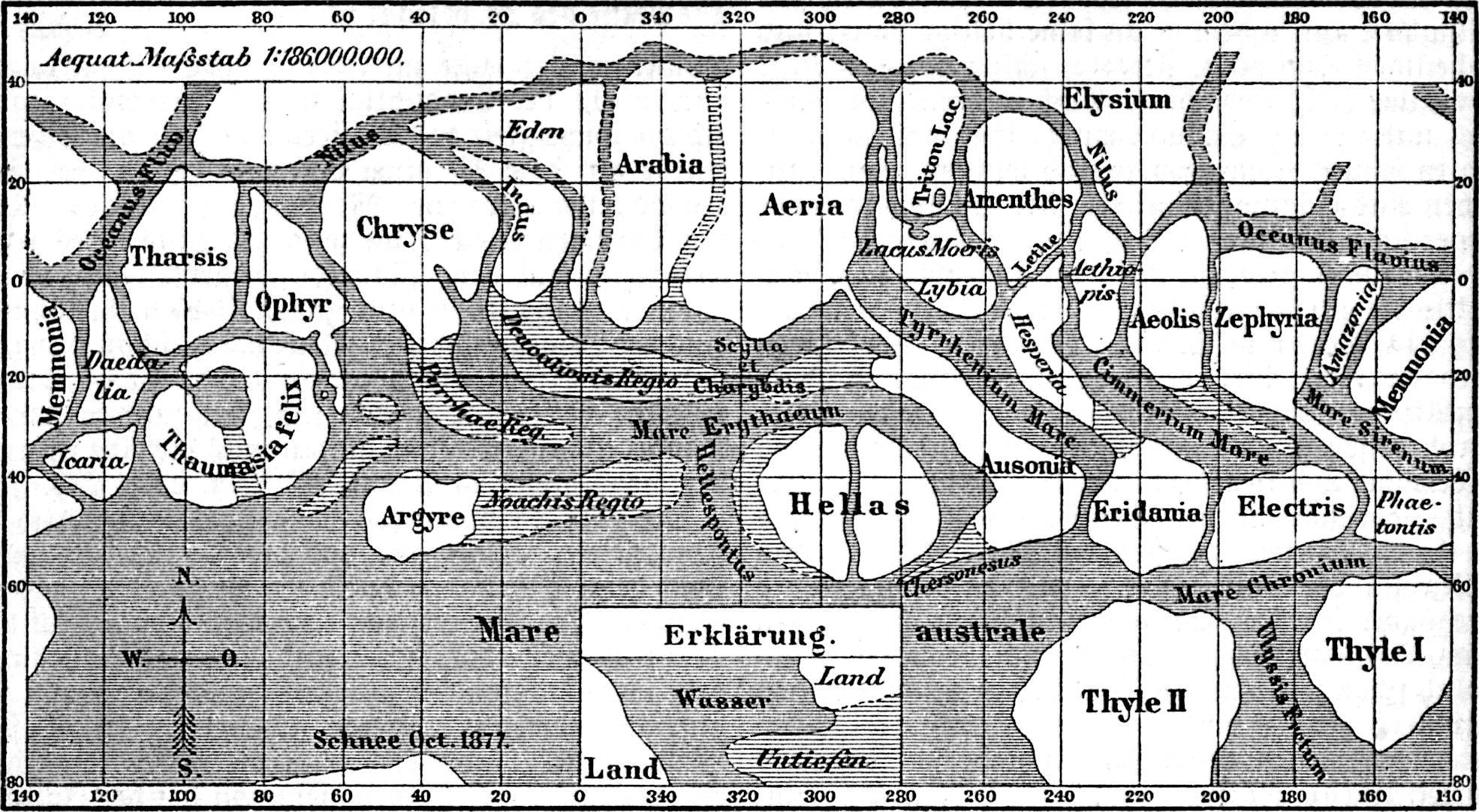
Kaart van Mars door Giovanni Schiaparelli rond 1890

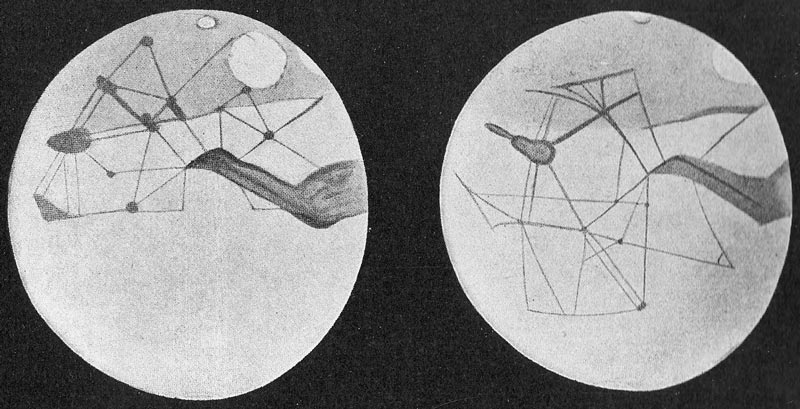
Schetsen van kanalen op Mars door Percival Lowell, rond 1914. De zuidpool van de planeet is boven.

Galileo Galilei was de eerste die Mars door een telescoop bekeek. In 1666 ontdekte de astronoom Cassini poolkappen op Mars. Christiaan Huygens tekende de eerste Marskaart met Syrtis Major, berekende de omlooptijd en nam een poolkap waar.

#### 19de eeuw
Pas in de 19de eeuw werden telescopen gebouwd die sterk genoeg waren om het Marsoppervlak gedetailleerd te bestuderen. De astronomen Johann Heinrich von Mädler en Wilhelm Beer waren de eerste "areografen". Ze stelden vast dat de meeste oppervlakkenmerken vast waren en konden aan de hand daarvan de rotatieperiode van de planeet vaststellen. In 1840 tekende Von Mädler aan de hand van tien jaar observaties een kaart van Mars. In plaats van de kenmerken namen te geven, gaven Von Mädler en Beer ze letters; Sinus Meridiani was bijvoorbeeld "a". Tot in de tweede helft van de 19e eeuw hadden verschillende waarnemers kaarten van Mars gemaakt en zelf namen toegekend aan gebieden zoals Zee van Dawes (1865), Land van Cassini en Continent van Secchi.
De Italiaan Angelo Secchi ontdekte in 1858 'canali' ("geulen", de latere Marskanalen) op het oppervlak van Mars. Deze canali werden bekend door een kaart van de planeet die de Italiaanse astronoom Giovanni Schiaparelli met behulp van een 22 cm telescoop maakte tijdens de oppositie van september 1877. Canali werd vaak verkeerd vertaald als "kanalen", waarmee gesuggereerd wordt dat op Mars een beschaving bestond. De canali zouden later een optische illusie blijken te zijn. Schiaparelli noemde de canali naar grote rivieren op Aarde. Ook andere astronomen, zoals Henri Joseph Perrotin en Louis Thollon, namen de canali waar. Schiaparelli gaf gebieden namen uit de Bijbel, het Middellandse Zeegebied en het Nabije Oosten. Naast de canali vond hij veel donkere gebieden: deze kregen net als op de Maan de aanduiding mare of lacus, zoals Mare Sirenum (Zee van de Sirenes), Solis Lacus (Meer van de zon). De Internationale Astronomische Unie nam dit systeem in 1958 over — afgezien van de canali. Door onderzoek met ruimtesonden ontdekte kenmerken kregen nieuwe namen als Valles Marineris (Valleien van de Mariner).
Geïnteresseerd geraakt door Schiaparelli's waarnemingen, stichtte Percival Lowell een sterrenwacht met 300mm- en 450mm-telescopen. Hij bekeek Mars tijdens de perihelische oppositie van 1894 en de daaropvolgende minder gunstige opposities en publiceerde een aantal populaire boeken over de planeet en haar veronderstelde bewoners. Zowel Lowell als Carl Otto Lampland lukte het foto's te maken van de canali.

#### 20e eeuw
Met de telescopen van het begin van de 20ste eeuw waren het aangroeien en afnemen van de poolkappen en de groei van grote donkere gebieden tijdens de "zomer" op Mars duidelijk te zien. Vaak werd aangenomen dat de donkere gebieden door vegetatie gevormd werden. In 1909 bekeek de Franse astronoom Camille Flammarion Mars door een 840mm-telescoop. Hij beschreef onregelmatige vormen en patronen op het oppervlak van de planeet, maar kon geen spoor vinden van de canali van Schiaparelli.
Zelfs in de jaren 60 verschenen er nog wetenschappelijke publicaties over het leven op Mars om de seizoensgebonden aangroei van donkere gebieden te verklaren. Pas toen de eerste ruimtesondes van het Marinerprogramma langs de planeet vlogen, werd duidelijk dat er geen vegetatie of ander duidelijk zichtbaar leven op Mars voorkomt.

### Verkenning door ruimtesondes

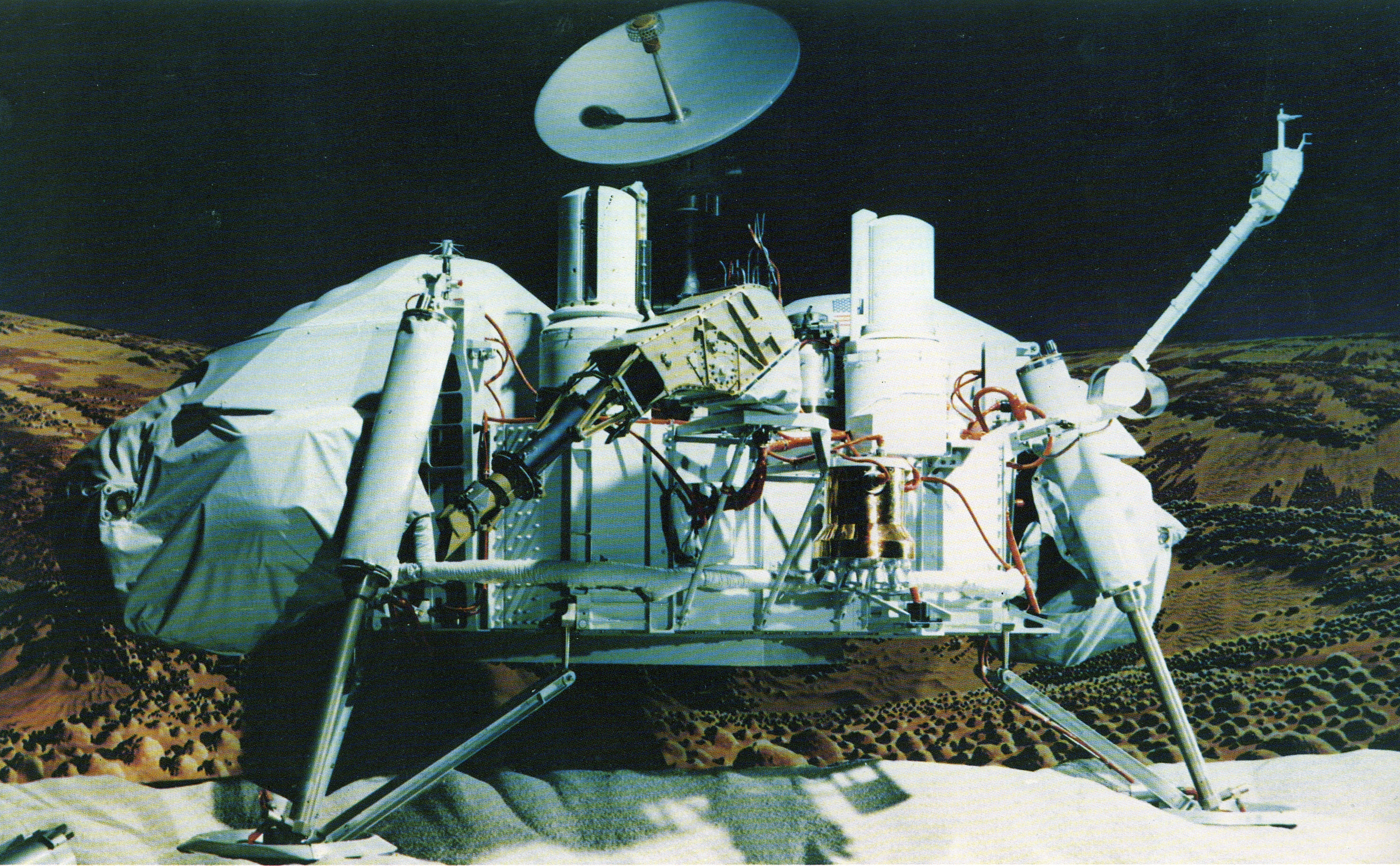
Model van de Viking 1-lander

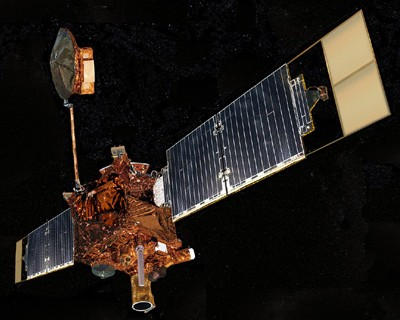
Mars Global Surveyor

Sinds 1960 zijn er tientallen onbemande ruimtevaartuigen naar Mars gestuurd door de ruimteorganisaties van de Sovjet-Unie, de Verenigde Staten, Europa en Japan. De meeste verrichten onderzoek vanuit een baan rond de planeet, maar enkele vluchten hadden als doel om daadwerkelijk op Mars te landen. Onderzoek richtte zich op de samenstelling, het klimaat en de geologie van de planeet.
De eerste ruimtesonde werd op 10 oktober 1960 gelanceerd door de Sovjet-Unie. Deze Marsnik 1 had langs Mars moeten vliegen, maar bij de lancering ging het al mis. Vier dagen later werd een nieuwe poging ondernomen met de Marsnik 2, maar ook deze missie mislukte toen op een hoogte van 120 km de draagraket terugviel naar de Aarde.
De eerste geslaagde missie naar Mars werd uitgevoerd met de Amerikaanse Mariner 4, die in november 1964 werd gelanceerd en acht maanden later langs Mars scheerde. De ruimtesonde maakte de eerste gedetailleerde foto's van het oppervlak van een andere planeet, waarop een doods landschap, bedekt met kraters, zichtbaar was. Mariner 9 was de eerste sonde die met succes in een baan rond Mars werd gebracht. Een jaar lang heeft deze ruimtesonde meetgegevens en in totaal 7329 foto's naar de Aarde gestuurd.
De eerste poging om een meetstation op Mars te laten landen mislukte toen de Russische Mars 2 als gevolg van een rekenfout veel te snel afdaalde en de harde landing niet overleefde. De Mars 3-missie liep iets beter af, maar 20 seconden na de landing begaf deze lander het.
Meer geluk had het Amerikaanse Vikingprogramma in 1975, waarbij twee ruimtesondes, Viking 1 en Viking 2, elk bestaande uit een satelliet en een lander, over een lange periode gegevens verzamelden. De Viking-landers beschikten over seismometers, camera's, een gaschromatograaf, een massaspectrometer en andere apparatuur om de atmosfeer en bodem te onderzoeken. Bovendien maakten ze de eerste kleurenfoto's van het Marsoppervlak.

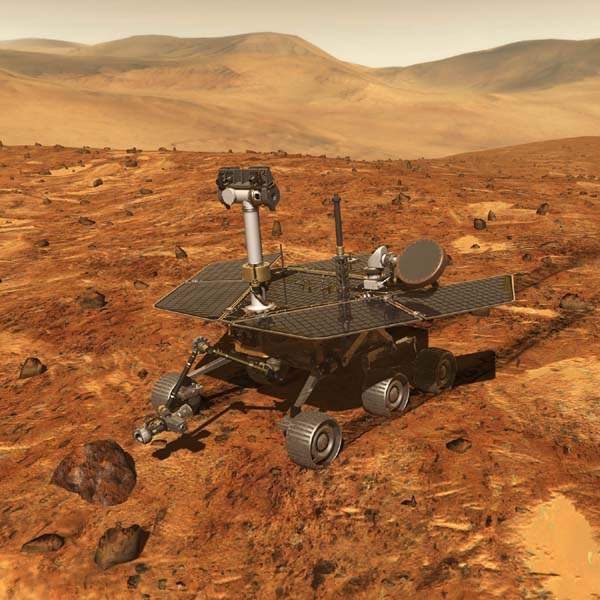
Mars Exploration Rover

Nadat het Russische Phobosprogramma (Phobos 1 en Phobos 2) in 1988 en de Amerikaanse Mars Observer in 1992 beide om uiteenlopende redenen mislukten was de Amerikaanse Mars Global Surveyor in 1996 geheel geslaagd. Tot 2006 bracht deze sonde vanuit een omloopbaan het oppervlak van Mars zeer nauwkeurig in kaart. Een maand na de Surveyor lanceerde NASA ook de Mars Pathfinder, die het verkenningsvoertuigje Sojourner meebracht. Het wagentje maakte veel spectaculaire foto's van het Marslandschap in de Ares Vallis.
In 2003 volgde de Europese sonde Mars Express. Deze ruimtesonde fotografeerde vanuit een baan om Mars het gehele Marsoppervlak. Daarnaast werden er metingen gedaan aan de minerale samenstelling. Op 19 december 2003 werd het wagentje Beagle 2 als lander losgemaakt van de sonde. Eenmaal op het oppervlak, liet dit echter niets meer van zich horen en het werd enkele weken later als verloren beschouwd. Onderzoekers van de Europese ruimtevaartdienst ESA hebben dankzij de Mars Express sporen van water en ijs ontdekt op de planeet Mars, en de aanwezigheid van ijs in de zuidelijke poolkap van de planeet aangetoond.
Datzelfde jaar werden door de NASA twee Mars Exploration Rovers gelanceerd, Spirit en Opportunity. Deze robotwagens, aangedreven door zonne-energie, landden in 2004 op Mars, voerden onderzoek uit en maakten (panorama)foto's. Spirit landde in de Gusevkrater, Opportunity in Meridiani Planum. Beide wagentjes zouden hun verwachte levensduur van drie maanden vele malen overtreffen. In 2010 ging het contact met Spirit verloren, met Opportunity verloor men het contact in 2018. De belangrijkste resultaten van de missie waren nieuwe bewijzen voor het vroeger voorkomen van water op Mars.

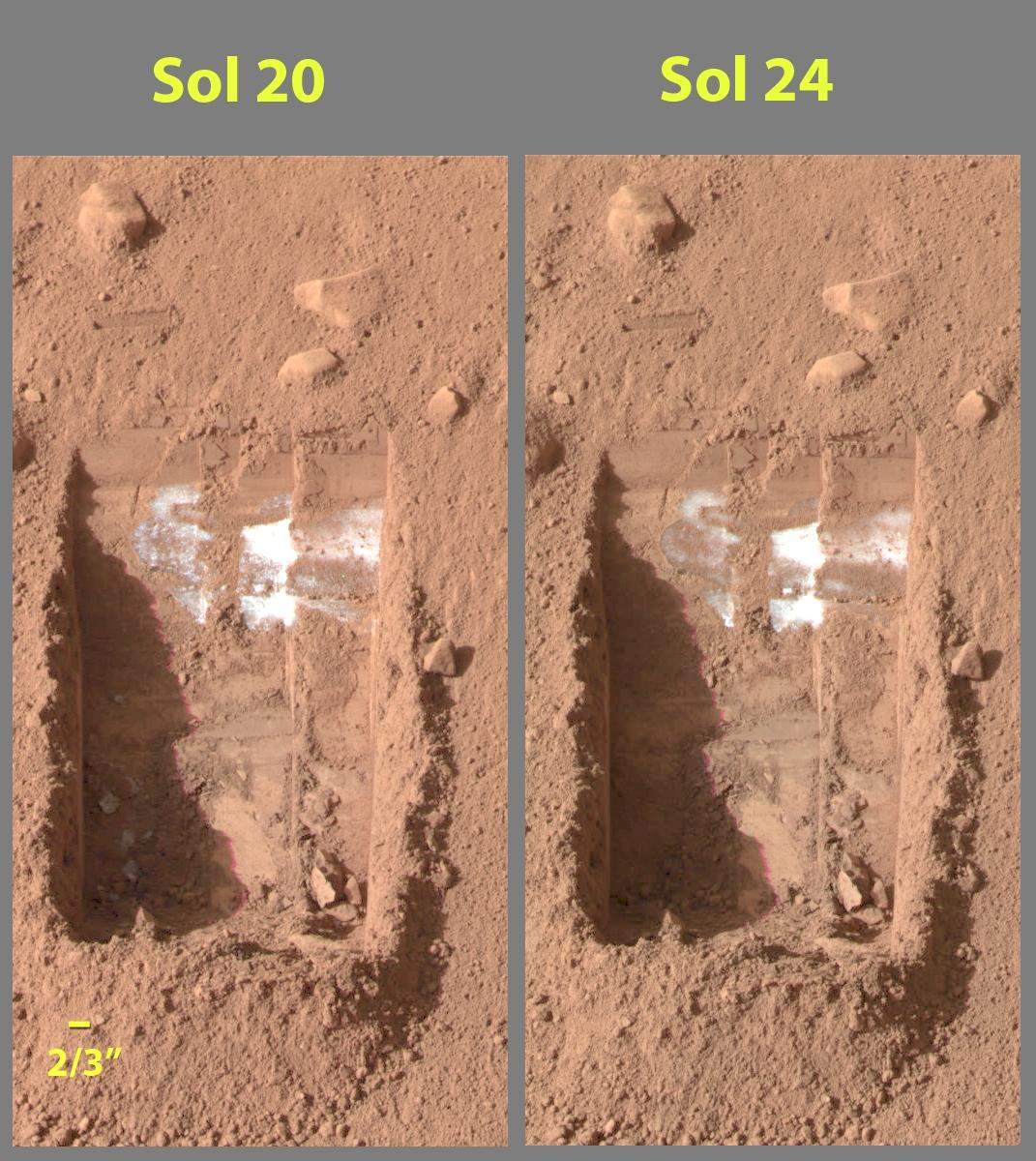
Foto's door Phoenix genomen op 15 en 19 juni 2008. Op de rechterfoto is wit materiaal verdwenen, waarschijnlijk gesublimeerd ijs.

Op 4 augustus 2007 werd de Phoenix-ruimtesonde gelanceerd met een verwachte aankomst bij Mars op 25 mei 2008. De geslaagde landing van Phoenix met parachutes bij de noordpoolkap werd door de satelliet Mars Reconnaissance Orbiter gefotografeerd. De eerste beelden gaven veelhoeken in de bodem te zien, waarschijnlijk te wijten aan ontdooien en opvriezen van ondergronds ijs. De afmetingen waren kleiner dan verwacht. Met zijn graafarm heeft Phoenix grondmonsters genomen om met ovens te verhitten, zodat de vrijkomende gassen kunnen worden geanalyseerd. Ook kan een richel van de veelhoek worden doorgraven, om te kijken of daar ijs of zand zit. In opvolgende foto's was een witte substantie te zien, die verdween. Men denkt dat dit ijs was.
Op 26 november 2011 werd de Curiosity gelanceerd, die na 255 dagen, op 6 augustus 2012, een succesvolle landing maakte. Voor zijn onderzoek reed de Curiosity de 5 kilometer hoge berg Mt. Sharp midden in de krater op. Die berg zou zijn gevormd door afzettingen van het stromende water. De lagen van de berg zijn "een geschiedenisboek" van Mars, aldus NASA.
De eerste ruimtelijke verkenning naar Mars vond plaats in 1971, Tot op heden zijn er nog geen bemande vluchten naar Mars geweest, wel zijn er verschillende onbemande landingen geweest:
- Het Mars-ruimtevaartprogramma van de Sovjet-Unie (2 december 1971)
- Het Vikingprogramma van NASA (augustus 1975)
- Het Phobos-programma van de Sovjet-Unie (7 juli 1977)
- Mars Global Surveyor van NASA (7 november 1996)
- Mars Pathfinder en de Sojourner van NASA (4 december 1996)
- Mars Odyssey van NASA (24 oktober 2001)
- Mars Express en de Beagle 2 van ESA (2 juni 2003)
- Mars Exploration Rovers: de Spirit en de Opportunity van NASA (juni 2003)
- Mars Reconnaissance Orbiter van NASA (12 Augustus 2005)
- Phoenix Lander van NASA (4 augustus 2007)
- Curiosity MSL van NASA (26 september 2011)
- Mangalyaan van ISRO India (5 november 2013)
- MAVEN van NASA (18 november 2013)
- Mars 2020 (30 juli 2020)

## Culturele betekenis

### Mythologie
De Babyloniërs noemden de planeet naar de god van vuur, oorlog en vernietiging, Nergal, waarschijnlijk vanwege zijn rode kleur. De oude Grieken stelden Nergal gelijk aan hun god Ares en noemden de planeet Ἄρεως ἀστἡρ (Areos aster), dat "ster van Ares" betekent. Overigens noemden de Grieken de planeet ook wel Πυρόεις (Pyroeis), dat "vurig" betekent.
In de Hindoeïstische mythologie is Mars bekend als Mangala (मंगल) of Angaraka (de laatste naam, uit het Sanskriet, is ook een oorlogsgod). Bij de Egyptenaren was de planeet bekend als Ḥr Dšr, wat "rode Horus" betekende. De Israëlieten noemden Mars Ma'adim (מאדים)—"de blozende", hiervan komt de naam van de grootste kloof op Mars, Ma'adim Vallis. In de Chinese, Japanse, Koreaanse en Vietnamese culturen wordt de planeet huǒxīng (Chinees) of "kasei" (Japans) (火星) genoemd, "vuurster", en geassocieerd met het element vuur.
In de westerse astrologie wordt Mars geassocieerd met geweld, energie en seksualiteit, en als tegenpool van de planeet Venus. Het symbool, een cirkel met een eruit stekende pijl, is een gestileerde representatie van een schild en speer, symbolen van de Romeinse god Mars. In de biologie wordt hetzelfde symbool gebruikt om het mannelijk geslacht mee aan te geven en in de alchemie staat het symbool voor het element ijzer, dat met de planeet geassocieerd werd.

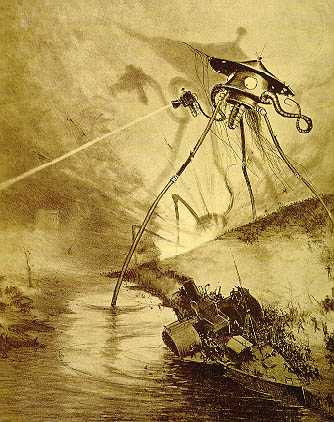
Een driepotige Marsbewoner op een afbeelding uit The War of the Worlds van H.G. Wells (1906).

### Populaire cultuur
De gedachte dat Mars bewoond wordt door intelligente marswezens ontstond aan het einde van de 19de eeuw. De door Giovanni Schiaparelli veronderstelde kanalen op Mars vormden de achtergrond voor de idee dat de planeet een uitdrogende, afkoelende, en afstervende wereld was waarin oude beschavingen irrigatiesystemen aangelegd hadden.
Het idee van intelligent leven op Mars kwam aan het eind van de 19de eeuw onder de aandacht van het grote publiek in met name de Verenigde Staten. Dit wordt weleens Mars fever (Marskoorts) genoemd. In 1899 ving de uitvinder Nikola Tesla regelmatig herhaalde signalen op tijdens het waarnemen van atmosferische radiogolven. Tesla zou later in een interview vertellen dat het volgens hem mogelijk om signalen van intelligent leven op Mars ging.
De Amerikaanse media bliezen de hype rond Mars nog verder op door uitspraken van geleerden verkeerd aan te halen of uit hun verband te plaatsen. Zo werd van de natuurkundige William Thomson beweerd dat hij dacht dat de signalen van Tesla een boodschap bevatten voor de bevolking van de Verenigde Staten. Thomson ontkende later zoiets gezegd te hebben. In 1901 schreef de astronoom Edward Charles Pickering in The New York Times dat hij aanwijzingen had dat de bewoners van Mars in contact probeerden te komen met de Aarde. Pickering stelde later voor in Texas een groot aantal spiegels op te stellen om signalen terug naar Mars te kunnen sturen.
In de populaire cultuur en sciencefiction werd de gedachte van intelligent leven overgenomen. Een bekend voorbeeld is het boek The War of the Worlds van H.G. Wells (1898), waarin Marsbewoners proberen de Aarde over te nemen om aan hun eigen stervende planeet te ontsnappen. In 1938 werd een radioversie van het boek uitgezonden en gepresenteerd als werkelijk nieuws. Veel luisteraars dachten dat er echt een invasie gaande was. Tussen 1912 en 1948 publiceerde Edgar Rice Burroughs zijn fantasy-serie Barsoom over Mars. Een krater op Mars kreeg de naam 'Burroughs'. Een ander invloedrijk boek was The Martian Chronicles van Ray Bradbury, waarin menselijke ruimtevaarders onbedoeld een beschaving op Mars vernietigen. Kim Stanley Robinson daarentegen schreef in de 90er jaren van de 20ste eeuw zijn Mars-trilogie, waarbij terravorming het uiteindelijke doel was.
Toen de Mariner- en Vikingprogramma's beelden van het oppervlak van Mars naar de Aarde zonden, bleek Mars in werkelijkheid een levenloze wereld zonder kanalen of intelligente beschavingen te zijn. In de populaire cultuur werd daarna de focus verlegd naar toekomstige menselijke kolonies op Mars, zoals in de Marstrilogie van Kim Stanley Robinson. Pseudowetenschappelijke speculaties over intelligent leven in een ver verleden bleven voorkomen, bijvoorbeeld naar aanleiding van een reliëfvorm in de regio Cydonia, waarin aanvankelijk een menselijk aangezicht te herkennen viel, tot er helderdere foto's van het reliëf verschenen.

### Water en ijs
- (en)  Rover vindt aanwijzing afzettingen door water
- (en)  Waterstroom in Mare Sirenum – NASA, 2006
- Simulatie van rivieren op Mars in de zandbak van de Universiteit Utrecht, 2008

### Ruimtevaartprojecten
- (en)  Mars Exploration Rover Mission – homepage van de drie op Mars rondrijdende robots Spirit, Opportunity en Curiosity.
- (en)  Aurora programme Aurora-programma bij ESA

### Kaart
- (en)  Global Topography of Mars
- Google Mars – kaart van de oppervlakte van Mars.

### Meteorologie
- (en)  Cyclonen en tornado's op Mars
- (en)  Sporen van elektrische ontlading op Mars
- Tornado's gezien door Mars Exploration Rover